# George Wallerstein
George Wallerstein (* 13. Januar 1930 in New York City; † 13. Mai 2021) war ein US-amerikanischer Astronom und emeritierter Professor der University of Washington.
Wallerstein schloss sein Studium an der Brown University 1952 mit dem B.A. ab und erhielt am California Institute of Technology 1954 den M.S. und 1958 den Doktorgrad (Ph.D.). 1965 ging er ans Astronomie-Department der University of Washington, dem er seitdem verbunden blieb.
Wallersteins Forschung konzentrierte sich auf die chemische Zusammensetzung von Sternatmosphären und auf das interstellare Medium. Am 13. Mai 2021 starb er im Alter von 91 Jahren.

## Auszeichnungen
- 2002 Henry Norris Russell Lectureship